# Daughters of Club Bilitis
Pour les articles homonymes, voir Bilitis (homonymie).
Ne pas confondre avec la première organisation lesbienne historique des États-Unis Daughters of Bilitis.
Pour plus de détails, voir Fiche technique et Distribution.
Daughters of Club Bilitis est un téléfilm sud-coréen réalisé par Han Joon-Seo, sorti en 2011.

## Synopsis
Kim Joo-Yeon (Jin Se-yeon), une collégienne, fréquente le club lesbien Bilitis, géré par Choi Hyang-Ja (Kim Hye-ok (en)). Grâce à ce club, Kim va pouvoir explorer et mieux comprendre sa sexualité.

## Fiche technique
- Titre original :
- Titre international : Daughters of Club Bilitis
- Réalisation : Han Joon-Seo
- Scénario : Son Ji-Hye
- Musique :
- Production :
- Société de production :
- Société de distribution :
- Pays d'origine :  Corée du Sud
- Langue originale : coréen
- Lieux de tournage :  Corée du Sud
- Genre : Romance saphique
- Durée : 59 minutes
- Dates de sortie :
  -  Corée du Sud : 7 août 2011

## Distribution
- Jin Se-yeon : Kim Joo-Yeon
- Kim Hye-ok (en) : Choi Hyang-Ja
- Han Go-eun : Kang Han-Na
- Choi Ran (en) : Park Myung-Hee
- Oh Se-jeong : Lee Young-Eun